# 403 av. J.-C.
Cette page concerne l'année 403 av. J.-C. du calendrier julien proleptique.

## Événements
- Février-mars : Thrasybule, à la tête des démocrates athéniens réfugiés à Thèbes, retranchés au fort de Phylè, résiste à une attaque des Trente tyrans dispersée par une tempête de neige[1].

- Mai : Thrasybule s’empare du Pirée. Critias est tué à la bataille de Munichie où les démocrates sont victorieux. Les Trente doivent se retirer à Éleusis, dont ils ont préalablement massacré la population. Les Dix, à qui ils ont laissé le pouvoir à Athènes, font appel en vain à Sparte[1].
- Juin : le roi de Sparte Pausanias Ier intervient, et en désaccord avec Lysandre, incite les Athéniens à la réconciliation[1]. La démocratie athénienne est restaurée, et les modérés prennent le pouvoir. Une loi d’amnistie est votée, et les Athéniens qui le souhaitent peuvent émigrer à Éleusis (août-septembre). La procédure législative est modifiée pour éviter le retour de l’oligarchie.
- Automne (date probable) : Lysias revient à Athènes et prononce son premier discours Contre Ératosthène qu'il juge responsable de la mort de son frère[2]. Il entame ensuite sa carrière de logographe.
- Royaumes combattants (Chine)  : le roi Zhou reconnait la partition de Jin. Outre quelques principautés sans importance, les puissances en lice sont  : Han, Wei et Zhao, récemment constituées au centre par l’éclatement de  Jin (Shanxi),  Qi (Shandong) et Yan (Hebei) au nord-est, Chu au sud (Hubei) et Qin à l’ouest (Shaanxi)[3]. Le Zizhi Tongjian couvre l'histoire de la Chine à partir de cette date jusqu'en 959. Il est compilé par Sima Guang entre 1065 et 1084[4].

- Élection à Rome de tribuns militaires à pouvoir consulaire : Lucius Valerius Potitus, Marcus Aemilius Mamercinus, Marcus Furius Fusus, Lucius Iulius Iullus, Appius Claudius Sabinus, Marcus Quinctilius Varus, Marcus Postumius Albinus et Marcus Postumius[5].

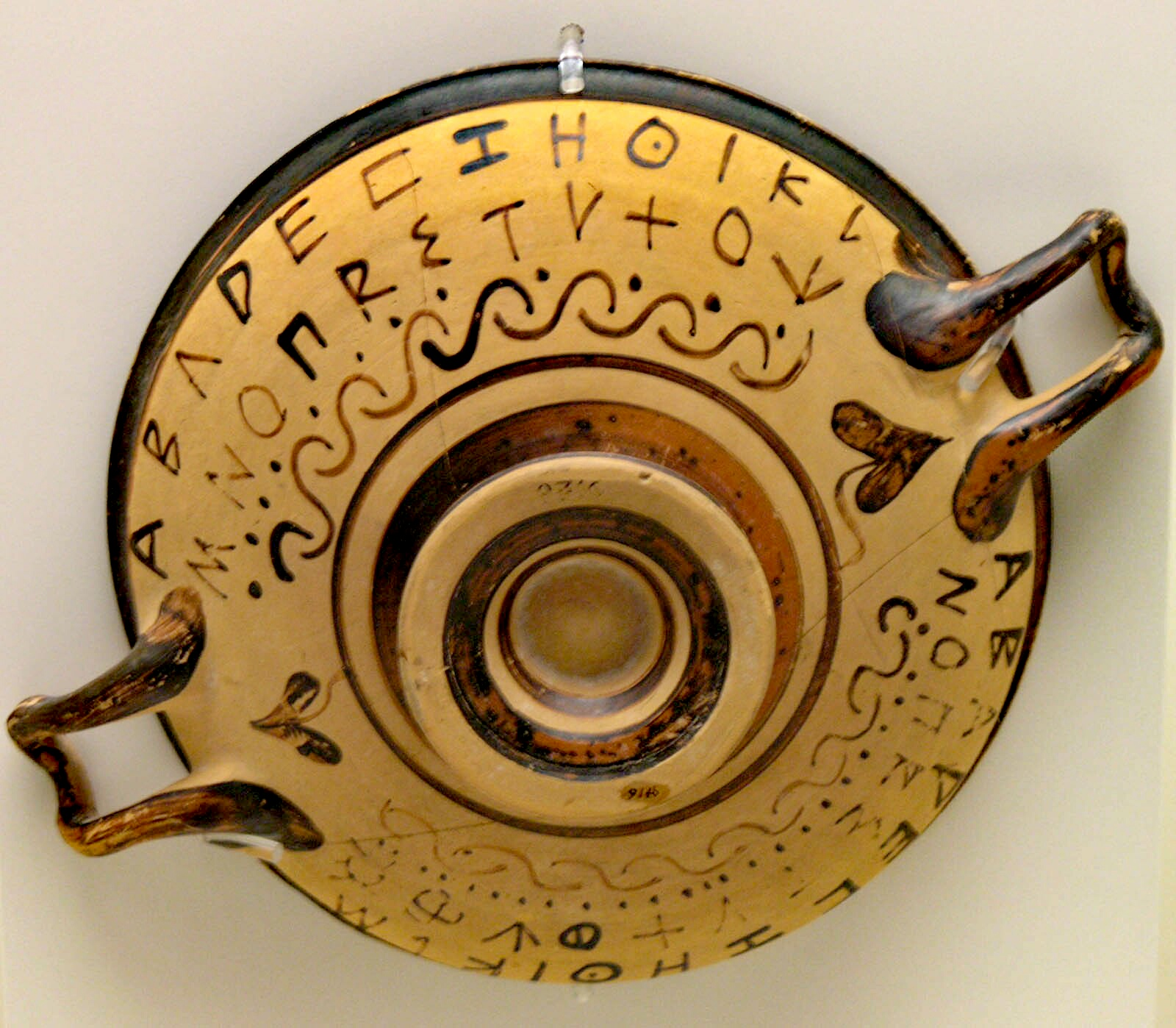
Alphabet grec peint sur un vase attique, Musée national archéologique d'Athènes.

- Guerre civile à Byzance. Sparte envoie Cléarque qui se conduit en tyran, et les Spartiates doivent envoyer un autre stratège pour le chasser par la force[6].
- Lysandre est accusé par un prêtre de Zeus-Ammon à Siwa d’avoir cherché à le corrompre. Il est acquitté lors de son procès à Sparte, mais politiquement affaibli[7].
- À Athènes, Thrasybule tente de faire accorder la citoyenneté aux métèques qui ont combattu contre les Trente. Archinos lui intente une action pour illégalité et obtient gain de cause[8].
- Loi d'Aristophon d'Azénia : la loi de Périclès de 451 av. J.-C. réservant la citoyenneté aux enfants nés de deux parents athéniens est remise en vigueur[9]. Plus tard (avant 340 av. J.-C.), les mariages mixtes seront interdits.
- Décret d’Archinos : les Athéniens abandonnent l’alphabet attique pour leurs inscriptions officielles au profit de l’alphabet ionien, qui s'écrit de gauche à droite. Le modèle ionien s'impose dans tout le monde grec[10].

## Décès
- Critias